# Église Saint-Marc de Cracovie
Pour les articles homonymes, voir Église Saint-Marc.
L'église Saint-Marc (en polonais Kościół św. Marka) à Cracovie est une église catholique romaine située dans la partie nord de la vieille ville de Cracovie en Pologne. Elle a été construite pour les croisés polonais.

## Historique
L'église a été construite avec le Kreuzherrenkloster associé dans les années 1263 à 1295 en style gothique en brique. L'église a été ravagée par des incendies à quatre reprises - en 1494, 1528, 1589 et plus récemment en 1724 et a été reconstruite à chaque fois. L'intérieur de l'église a été rénové au XVIIe siècle dans le style du baroque primitif.

## Œuvres d'art
Sur le mur est de l'église se trouve le groupe gothique tardif Golgata d'environ 1500 avec Jésus[Quoi ?], Marie et Jean crucifiés. Il était à l'origine situé entre le presbytère et la nef de l'église. Le maître-autel est de Baltazar Kuncz, qui l'a créé vers 1618. La figure de l'ange vient de Baldassare Fontana.

## Localisation géographique
L'église est située dans la partie nord de la vieille ville de Cracovie, à l'intersection des rues Św. Marka et Slawkowska.

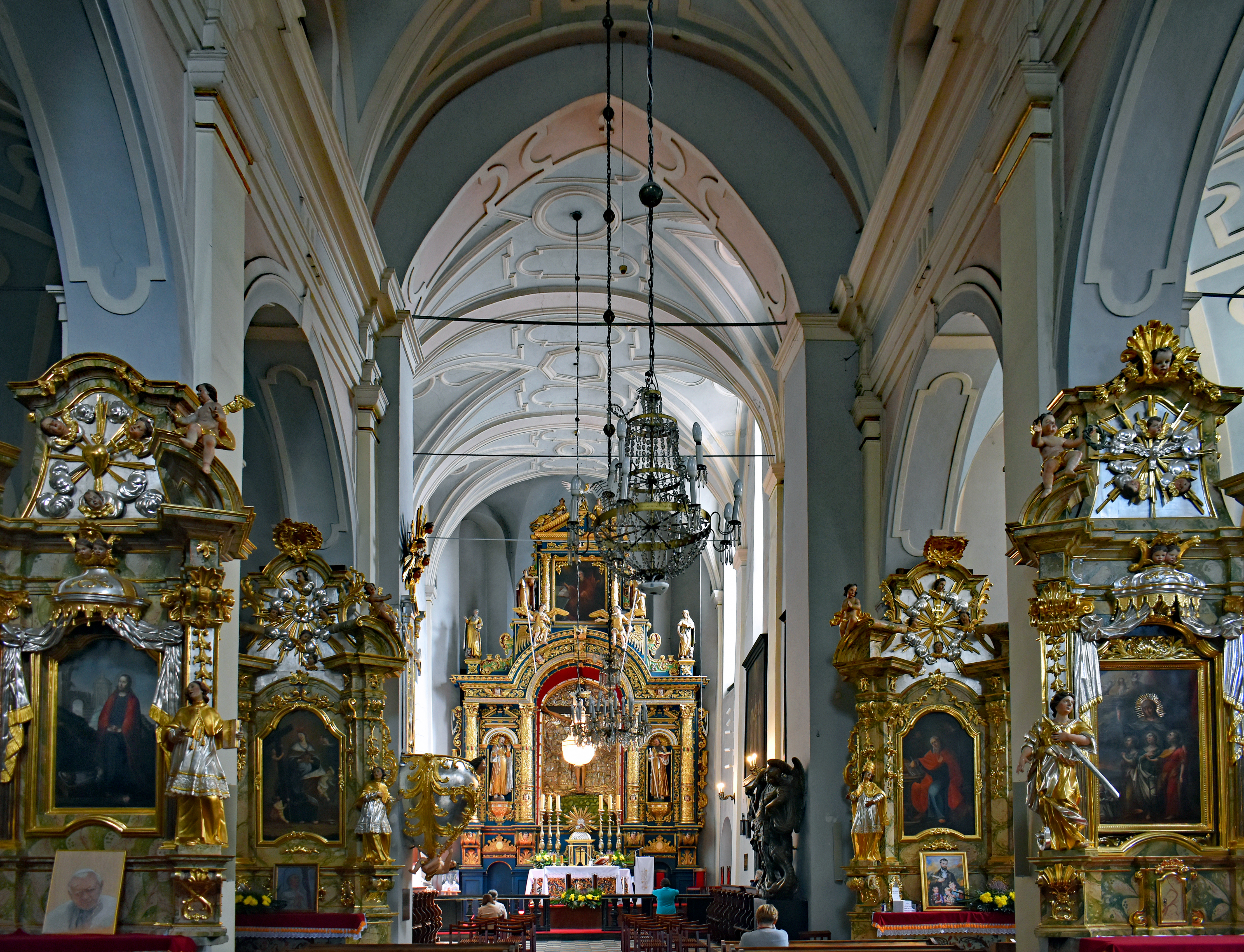
Intérieur de l'église
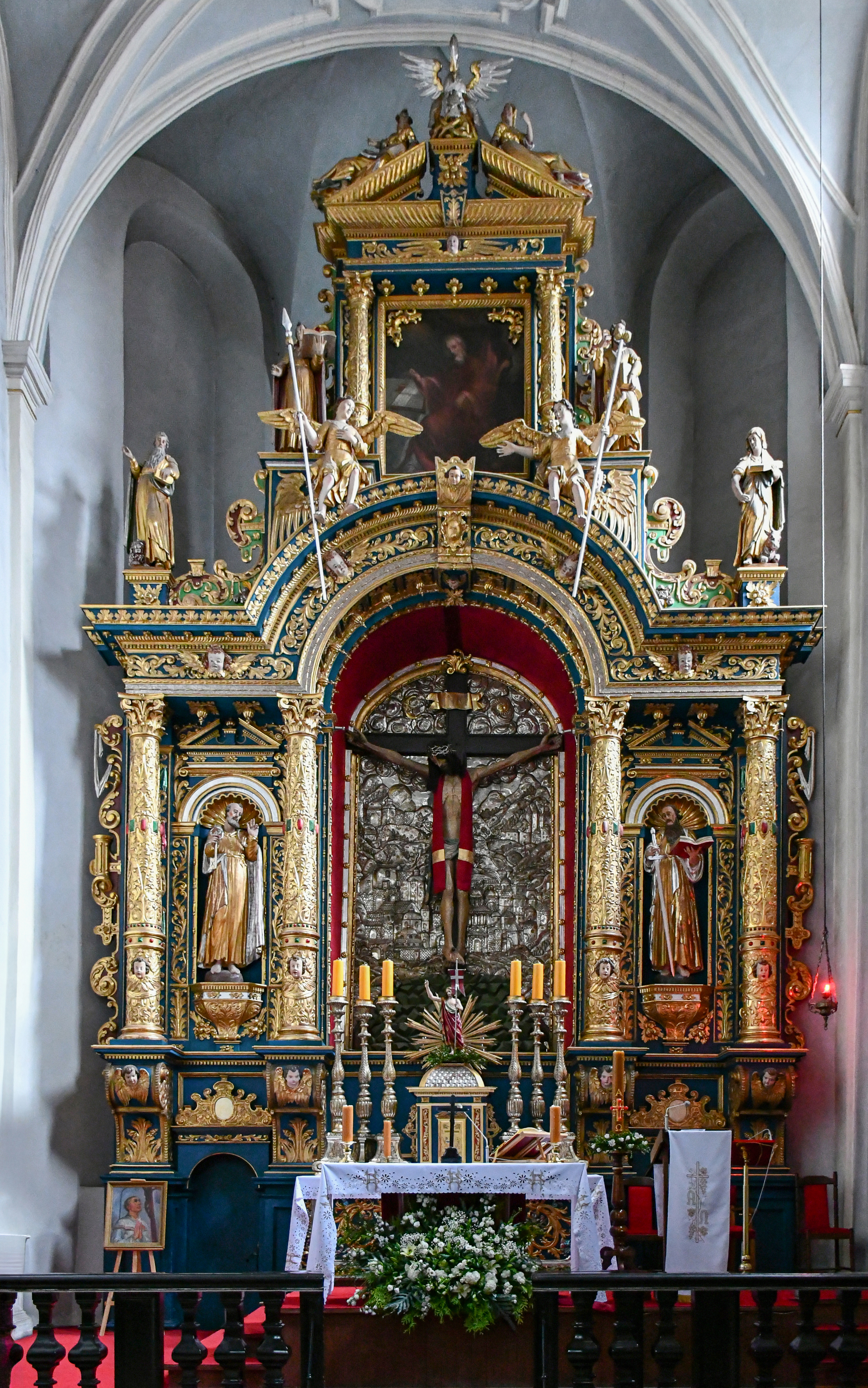
Autel principal
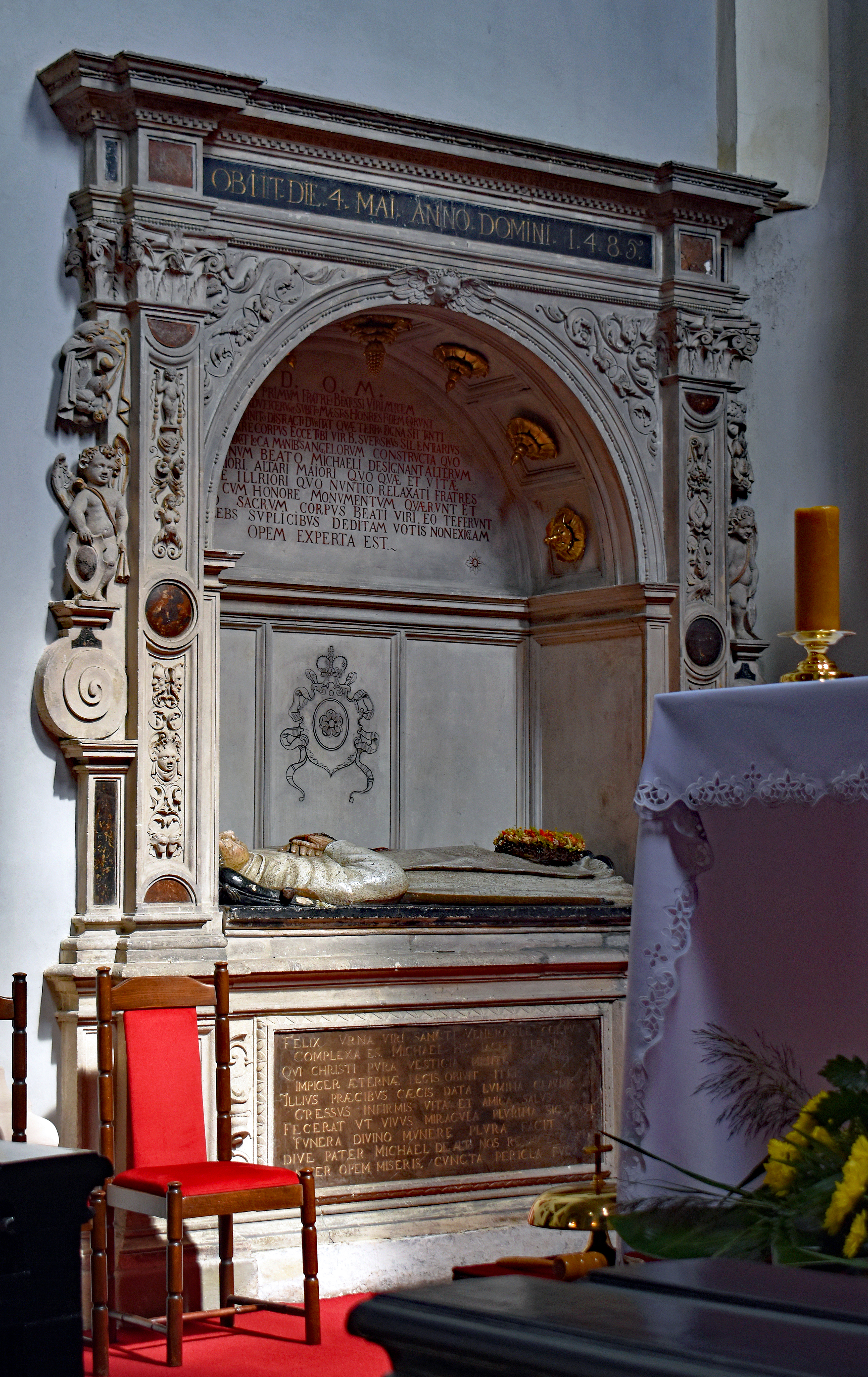
Tombe du bienheureux Michel Giedrojć.
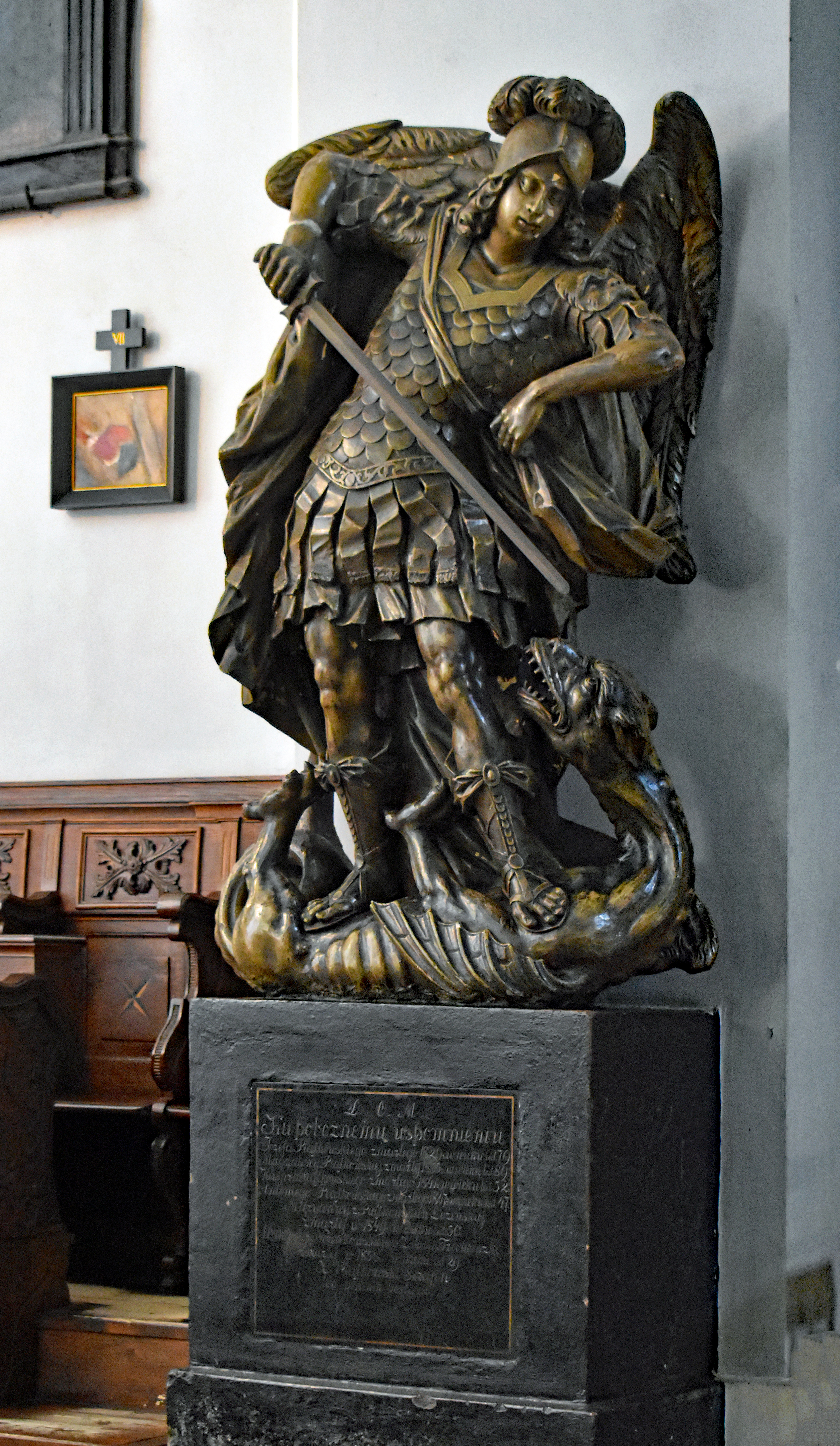
Sculpture de l'Archange Michel.
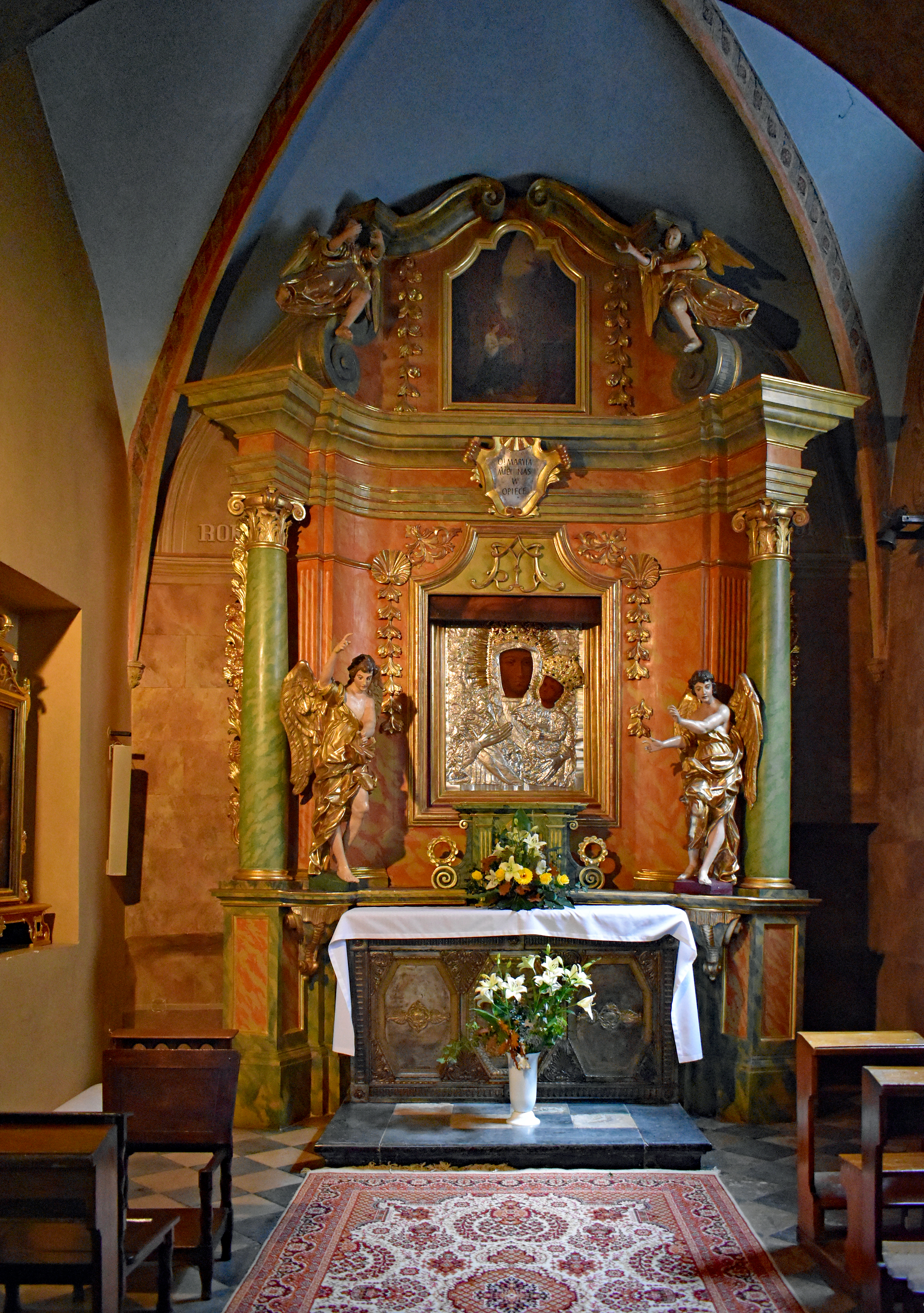
Chapelle de Notre-Dame de Częstochowa.
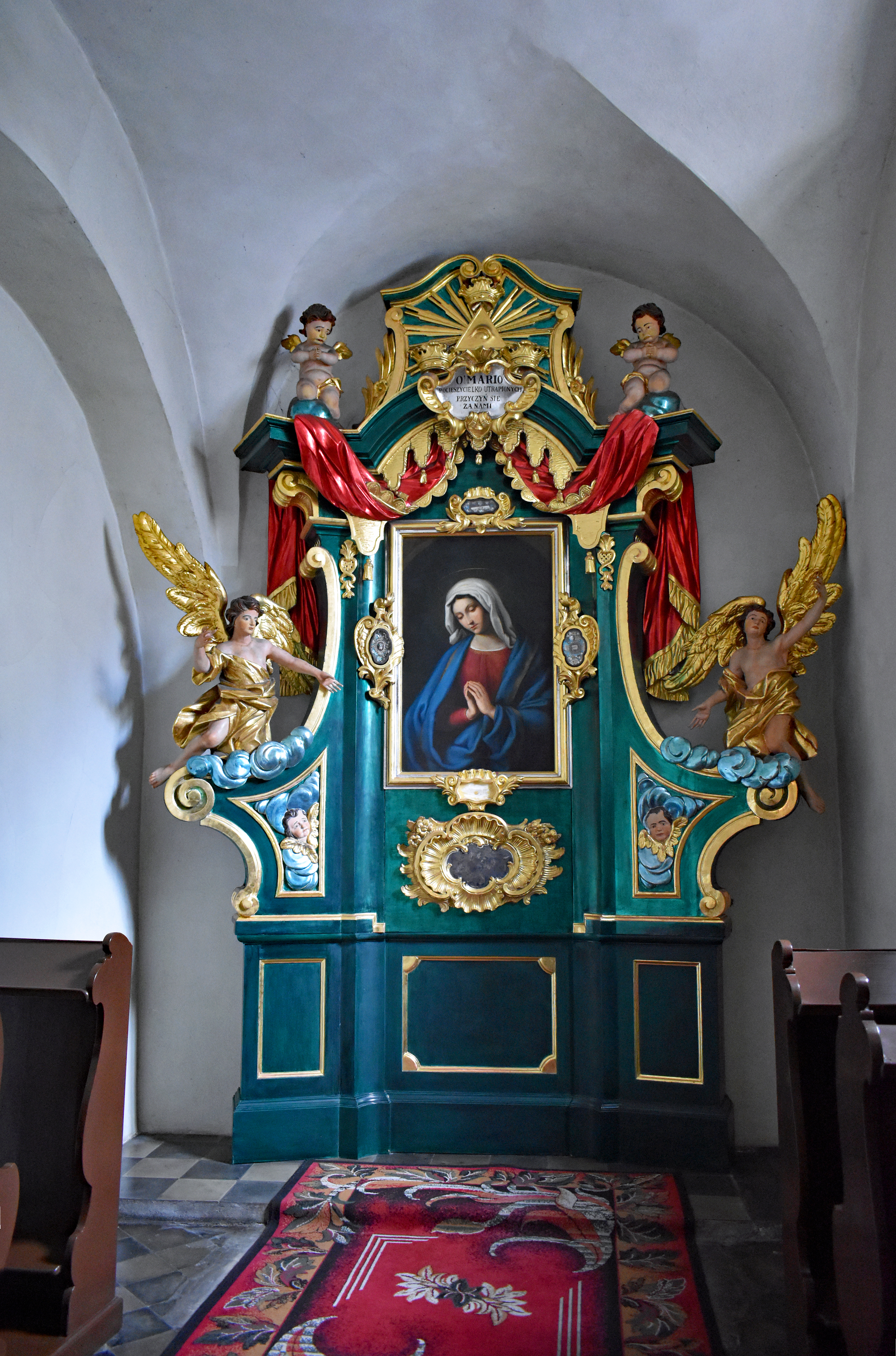
Chapelle de Notre-Dame des Douleurs.
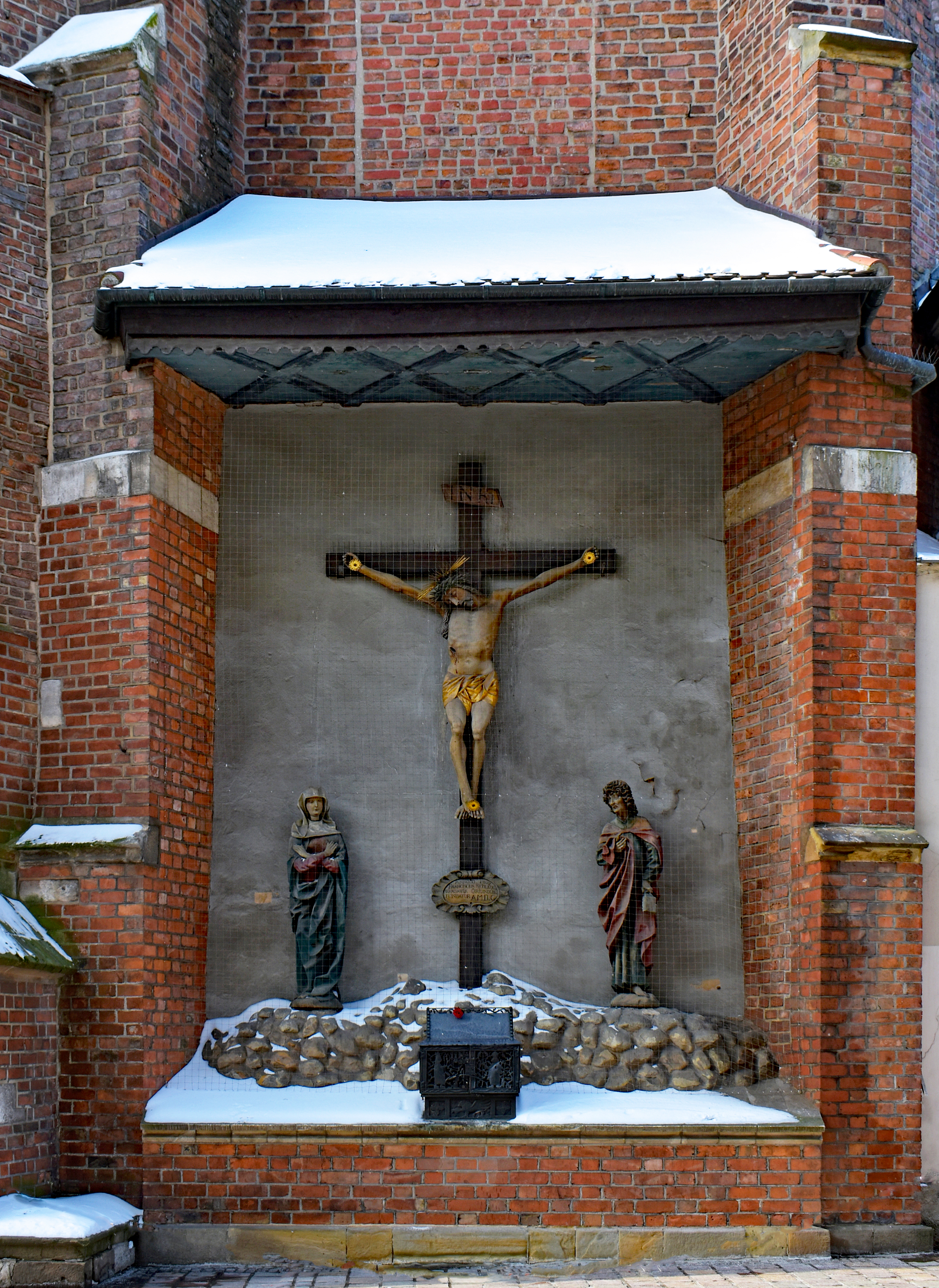
Golgotha sur le mur extérieur du presbytère, du côté de la rue Sławkowska.